# Пам'ятник князю Федору Коріятовичу
Пам'ятник князю Федору II Коріятовичу, одному з володарів замку, встановлений у внутрішньому дворі Замку Паланок у Мукачеві у провулку Куруців, 5.  
Автор бронзового пам'ятника Федору II Коріятовичу ужгородський скульптор Олашин Василь Степанович.
20 квітня 2018 року оновили один із найулюбленіших і найвідоміших пам’ятників середньовічного "Паланку" – пам’ятник володаря замку князя Федора Корятовича. Під постамент пам’ятника встановлено мармурові плити.
Особистість князя оповита містикою. Тому пам’ятник користується надзвичайною популярністю у туристів (за традицією – потримавшись за вказівний палець Корятовича, який виблискує вже відшліфованою бронзою – можна загадати бажання. А для того, щоб бажання збулося, потрібно не полінуватися і схопити вельможу за палець, і, закривши очі, загадати своє найпотаємніше бажання. Протягом року бажання обов'язково збудеться. В чудеса обов'язково потрібно вірити ...). Існує повір'я, що якщо до ніг бронзової фігури князя покласти купюру, та не просто так, а щоб торкнутися великого пальця, то це гарантує приплив грошей. Навколо пам'ятника на землі лежать монети. Гіди жартують, що таким способом туристи намагаються підкупити князя.      